# Пакеха маорі

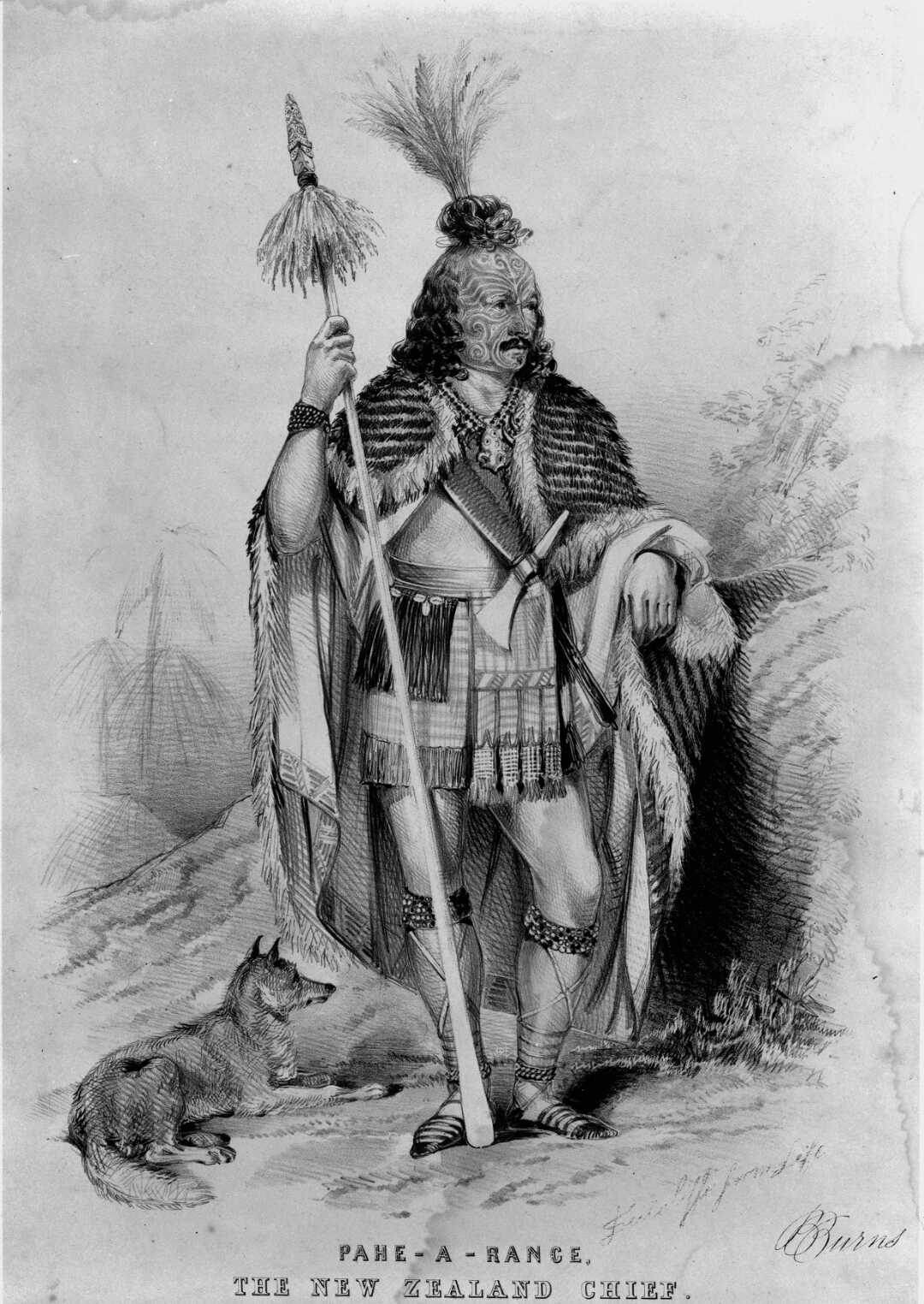
Барнет Бернс в одязі Маорі

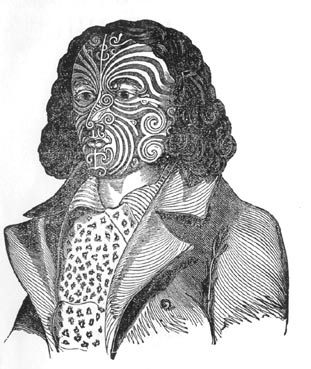
Барнет Бернс з татуюванням Та-моко

Пакеха Маорі — ранні європейські поселенці (відомі як пакеха на мові маорі), які жили серед маорі в Новій Зеландії.

## Історія
Маорі тримали деяких пакеха як рабів, а інші — моряки, що тікали, та австралійські засуджені — поселялися в громадах Маорі. Вони часто знаходили радісний прийом, брали дружин в перші два десятиліття 19 століття. Торгівля європейськими товарами (зокрема, мушкетами) Пакеху Маорі високо цінували за їхні торгові навички. Деякі досягли певного рівня престижу серед маорі і воювали в бою зі своїми племенами у Новозеландських війнах 1843 по 1872 роки, іноді проти європейських солдатів. У той час як одні прожили решту свого життя серед Маорі, інші, як-то місіонер Томас Кендалл, перебували там недовго.
Кілька Пакеха Маорі, такі як Джеймс Кейддел, Джон Резерфорд та Барнет Бернс, навіть отримали моко (татуювання на обличчі).
Коли приїхало більше європейців, статус ранніх європейців серед Маорі впав, а деякі з ранніх Пакеха Маорі повернулися до більш європейського існування.
У 1862 та 1863 роках ранній поселенець Фредерік Едвард Манінг опублікував дві книги під псевдонімом «Pakeha Maori», в яких розповів, як вони жили.